# Agente 777 missione Summergame
Agente 777 missione Summergame è un film del 1966 diretto da Riccardo Freda.

## Trama
Un importante fisico nucleare viene rapito. L'agente dei servizi segreti francesi Francis Coplan ha l'incarico di ritrovarlo. Insieme all'agente Shimon si reca a Istanbul, dove incontra Hartung, in apparenza un facoltoso uomo d'affari, ma in realtà un uomo con un folle progetto: ha fatto realizzare una base missilistica segreta per lanciare su New York una testata atomica e per tale motivo ha rapito il fisico nucleare. Shimon viene ucciso e Coplan fatto prigioniero. Ma l'arrivo della polizia turca risolve la situazione.